# Élections sénatoriales de 1971 en Ille-et-Vilaine
Les élections sénatoriales françaises de 1971 en Ille-et-Vilaine ont eu lieu le dimanche 26 septembre.
Elles ont pour but d'élire les 3 sénateurs représentant le département au Sénat pour un mandat de neuf ans.

## Mode de scrutin
La constitution de la Cinquième république garde le système créé en 1948, c'est-à-dire un scrutin majoritaire indirect à deux tours, avec un léger correctif proportionnel pour les départements les plus peuplés.

### Première phase
Le système électoral commence par une élection de délégués au scrutin indirect direct, dans chaque Commune, le conseil municipal votant pour élire un ou des délégués selon la répartition suivante : 
Pour les communes de moins de 9 000 habitants :
- un délégué pour les conseils de neuf et onze membres ;
- trois délégués pour ceux de treize membres ;
- cinq délégués pour ceux de dix-sept membres ;
- sept délégués pour ceux de vingt-et-un membres ;
- quinze délégués pour ceux de vingt-trois membres.

Dans les communes de 9 000 à 30 000 habitants, tous les conseillers municipaux sont délégués de droit.
Dans celles de plus de 30 000 habitants, les conseils votent pour un délégué supplémentaire par tranche de 1 000 habitants.
Ce qui pour l'Ille-et-Vilaine représente au total environ 1 400 délégués.
Il faut rajouter les quarante-trois conseillers généraux et les cinq députés qui sont eux électeurs de droit, ce qui amène le collège à environ 1 450 élus.

### Seconde phase
Les délégués se réunissent à la préfecture et vote pour les départements de moins de cinq sénateurs au scrutin majoritaire à deux tours.
Pour être élu au premier tour il faut :
- la majorité absolue des suffrages exprimés ;
- au moins le quart des électeurs inscrits.

Au second tour la majorité relative suffit.

## Sénateurs sortants
- Roger de Poulpiquet du Halgouët (UDR) sénateur depuis 1959 est décédé le 22 juillet 1971. Son remplaçant Paul Porteu de la Morandière (CNIP) est confirmé sénateur mais n'a pas le temps de sièger avant la fin du mandat.

| Sénateurs | Sénateurs                    | Parti | Fonctions lors de l'élection en 1971                                                                            |
| --------- | ---------------------------- | ----- | --- |
|           | Jean Noury                   | CD    | Sénateur depuis 1959. Conseiller général de Saint-Malo. Industriel dans la toile de jute. Ne se représente pas. |
|           | Yves Estève                  | UDR   | Sénateur depuis 1948. Conseiller général et maire de Dol-de-Bretagne. Notaire.                                  |
|           | Paul Porteu de la Morandière | RI    | Sénateur depuis juillet 1971. Maire de Talensac. Directeur des Caisses d'Épargne de Rennes.                     |

## Élections des sénateurs (23 septembre 1971)

### Listes candidates
| N°         | Candidats | Candidats          | Parti    | Principales fonctions |
| ---------- | --------- | ------------------ | -------- | --- |
| 01         |           | Henri Fréville     | CDP      | Ancien député (1958-1968), président du Conseil Général (Rennes-Nord-Est), maire de Rennes depuis 1953 . Professeur agrégé d'Histoire à la faculté de lettres de Rennes. |
| Remplaçant |           | Henri Garnier      | CD       | Conseiller général de Rennes-Sud-Est. Avocat. |
|            |           |                    |          | |
| 02         |           | Louis de La Forest | RI-CDP   | Conseiller général de Bécherel et maire d'Irodouër. Exploitant agricole.                                                                                                 |
| Remplaçant |           | Noël Chevalier     | Mod. maj | Conseiller général et municipal du Grand-Fougeray. Médecin. |
|            |           |                    |          | |
| 03         |           | Aristide Thorigné  | CD       | Agriculteur. |
| Remplaçant |           | Jean Fantou        | CD       | Maire de Miniac-Morvan. Forestier. |

| N°         | Candidats | Candidats                      | Parti   | Principales fonctions                                                                       |
| ---------- | --------- | ------------------------------ | ------- | ------------------------------------------------------------------------------------------- |
| 01         |           | Yves Estève *                  | UDR     | Sénateur depuis 1948. Conseiller général et maire de Dol-de-Bretagne. Notaire retraité.     |
| Remplaçant |           | Jacques Renault                | App UDR | Conseiller général et municipal de Guichen. Notaire.                                        |
|            |           |                                |         |                                                                                             |
| 02         |           | Paul Porteu de la Morandière * | RI      | Sénateur depuis juillet 1971. Maire de Talensac. Directeur des Caisses d'Épargne de Rennes. |
| Remplaçant |           | Jean Tiger                     | app RI  | Maire de Redon. Épicier de vente en gros.                                                   |
|            |           |                                |         |                                                                                             |
| 03         |           | René Crinon                    | UDR     | Maire de Vitré. Chirurgien-dentiste.                                                        |
| Remplaçant |           | Marcel Guidecoq                | App UDR | Maire de Beaucé. Agriculteur.                                                               |

| N°         | Candidats | Candidats     | Parti       | Principales fonctions                                                                           |
| ---------- | --------- | ------------- | ----------- | ----------------------------------------------------------------------------------------------- |
| 01         |           | Guy Gerbaud   | PS          | Conseiller municipal de La Guerche-de-Bretagne. Médecin                                         |
| Remplaçant |           | Louis Gaudin  | PS          | Conseiller municipal de Saint-Malo. Cheminot à la SNCF.                                         |
|            |           |               |             |                                                                                                 |
| 02         |           | Julien Guelfi | PS (ex CIR) | Médecin, Professeur à la faculté de Médecine. Directeur du Centre anticancéreux Eugène-Marquis. |
| Remplaçant |           | Joachim Giner | PS          | Coiffeur à Vitré.                                                                               |
|            |           |               |             |                                                                                                 |
| 03         |           | Albert Aubry  | PS          | Chef de section administrative à l'ENSP.                                                        |
| Remplaçant |           | Léon Leblet   | PS          | Professeur dans un CET à Rennes.                                                                |

| N°         | Candidats | Candidats      | Parti | Principales fonctions                             |
| ---------- | --------- | -------------- | ----- | ------------------------------------------------- |
| 01         |           | Roger Bourel   | PCF   | Conseiller municipal de Redon. Ajusteur.          |
| Remplaçant |           | Joseph Orain   | PCF   | Premier adjoint au maire de Coësmes. Agriculteur. |
|            |           |                |       |                                                   |
| 02         |           | Louis Barbé    | PCF   | Cheminot à Rennes.                                |
| Remplaçant |           | André Defrance | PCF   | Maître-assistant.                                 |
|            |           |                |       |                                                   |
| 03         |           | Gaston Mentec  | PCF   | Inspecteur des contributions directes à Fougères. |
| Remplaçant |           | Jean Teurtrie  | PCF   | Conseiller municipale de Sains. Agriculteur       |

| N°         | Candidats | Candidats       | Parti    | Principales fonctions                                                           |
| ---------- | --------- | --------------- | -------- | ------------------------------------------------------------------------------- |
| 01         |           | Marcel Planchet | Mod. Opp | Conseiller général de Saint-Malo-Sud, maire de Saint-Malo. Entrepreneur du BTP. |
| Remplaçant |           | André Hupel     | CD       | Conseiller général et maire du Sel-de-Bretagne. Notaire                         |

| N°         | Candidats | Candidats       | Parti    | Principales fonctions                                |
| ---------- | --------- | --------------- | -------- | ---------------------------------------------------- |
| 01         |           | Olivier Biard   | UDR      | Conseiller général et maire de Cancale. Agriculteur. |
| Remplaçant |           | Joseph Merienne | Mod. maj | Conseiller municipal de Broons-sur-Vilaine. Forgeron |

| N°         | Candidats | Candidats         | Parti | Principales fonctions                                                    |
| ---------- | --------- | ----------------- | ----- | ------------------------------------------------------------------------ |
| 01         |           | Émile Tardif      | CD    | Conseiller général de Montfort, maire de Le Verger. Négociant en grains. |
| Remplaçant |           | Bernard Catheline | CD    | Conseiller municipal d'Iffendic. Agriculteur                             |

### Résultats
- La liste communiste se retire et appelle à voter pour les socialistes.
- Olivier Biard et Émile Tardif se retirent après le dépôt des candidatures pour le scrutin de ballotage.

| Candidat et parti politique | Candidat et parti politique    | Candidat et parti politique | Premier tour | Premier tour | Ballotage | Ballotage |
| Candidat et parti politique | Candidat et parti politique    | Candidat et parti politique | Voix         | %            | Voix      | %         |
| --------------------------- | ------------------------------ | --------------------------- | ------------ | ------------ | --------- | --------- |
|                             | Henri Fréville                 | CDP                         | 823          | 55,16        |           |           |
|                             | Louis de La Forest             | RI                          | 541          | 36,26        | 548       | 37,08     |
|                             | Aristide Thorigné              | CD                          | 442          | 29,23        | 352       | 23,82     |
|                             |                                |                             |              |              |           |           |
|                             | Yves Estève *                  | UDR                         | 568          | 39,41        | 690       | 46,81     |
|                             | Paul Porteu de la Morandière * | RI                          | 424          | 28,42        | 450       | 30,53     |
|                             | René Crinon                    | UDR                         | 357          | 23,93        | Retrait   | Retrait   |
|                             |                                |                             |              |              |           |           |
|                             | Marcel Planchet                | Mod. Opp                    | 378          | 25,34        | 493       | 33,45     |
|                             |                                |                             |              |              |           |           |
|                             | Guy Gerbaud                    | PS                          | 178          | 11,93        | 134       | 9,09      |
|                             | Julien Guelfi                  | PS                          | 177          | 11,86        | 105       | 7,12      |
|                             | Albert Aubry                   | PS                          | 130          | 8,71         | Retrait   | Retrait   |
|                             |                                |                             |              |              |           |           |
|                             | Olivier Biard                  | UDR                         | 124          | 8,31         | 16        | 1,09      |
|                             |                                |                             |              |              |           |           |
|                             | Émile Tardif                   | CD                          | 111          | 7,44         | 38        | 2,58      |
|                             |                                |                             |              |              |           |           |
|                             | Roger Bourel                   | PCF                         | 25           | 1,68         | Retrait   | Retrait   |
|                             | Louis Barbé                    | PCF                         | 20           | 1,34         | Retrait   | Retrait   |
|                             | Gaston Mentec                  | PCF                         | 23           | 1,54         | Retrait   | Retrait   |
|                             |                                |                             |              |              |           |           |
| Inscrits                    | Inscrits                       | Inscrits                    | 1 531        |              | 1 531     |           |
| Votants                     | Votants                        | Votants                     | 1 526        | 99,67        | 1 523     | 99,48     |
| Exprimés                    | Exprimés                       | Exprimés                    | 1 492        | 97,77        | 1 478     | 97,05     |

### Sénateurs élus
| Sénateurs | Sénateurs          | Parti  | Fonctions lors de l'élection en 1971 |
| --------- | ------------------ | ------ | --- |
|           | Henri Fréville     | CDP    | Ancien député (1958-1968), président du Conseil Général (Rennes-Nord-Est), maire de Rennes depuis 1953 . Professeur agrégé d'Histoire à la faculté de lettres de Rennes. |
|           | Yves Estève *      | UDR    | Sénateur depuis 1948. Conseiller général et maire de Dol-de-Bretagne. Notaire retraité.                                                                                  |
|           | Louis de La Forest | RI-CDP | Conseiller général de Bécherel et maire d'Irodouër. Exploitant agricole.                                                                                                 |